# Trihas Gebre
Trihas Gebre Aunoon (* 29. April 1990 in Wukro) ist eine ehemalige spanische Leichtathletin äthiopischer Herkunft, die sich auf den Langstreckenlauf spezialisiert hat.

## Sportliche Laufbahn
Erste internationale Erfahrungen sammelte Trihas Gebre im Jahr 2007, als sie bei den Juniorenafrikameisterschaften in Ouagadougou in 10:17,30 min die Bronzemedaille über 3000 m Hindernis gewann. Bei den Crosslauf-Europameisterschaften 2014 in Samokow gelangte sie nach 29:25 min auf den 13. Platz im Einzelrennen und sicherte sich in der Teamwertung die Silbermedaille hinter dem britischen Team. Im Jahr darauf wurde sie bei den Crosslauf-Weltmeisterschaften 2015 in Guiyang nach 32:20,87 min auf den 15. Platz und im August gelangte sie bei den Weltmeisterschaften in Peking mit 32:20,87 min auf den 16. Platz im 10.000-Meter-Lauf. Im Dezember lief sie bei den Crosslauf-Europameisterschaften in Hyères nach 26:35 min auf dem elften Platz ein. 2016 belegte sie bei den Europameisterschaften in Amsterdam in 32:20,45 min den zehnten Platz über 10.000 Meter und startete anschließend über diese Distanz bei den Olympischen Sommerspielen in Rio de Janeiro, bei denen sie mit 32:09,67 min auf den 29. Platz gelangte. Im Dezember belegte sie bei den Crosslauf-Europameisterschaften in Chia in 25:41 min den siebten Platz im Einzelrennen. Im Jahr darauf wurde sie bei den Crosslauf-Weltmeisterschaften 2017 in Kampala nach 34:37 min 20. und bei den Crosslauf-Europameisterschaften in Šamorín gelangte sie nach 27:53 min auf Rang 13. Bei den Halbmarathon-Weltmeisterschaften 2018 in Valencia lief sie nach 1:12:02 h auf dem 33. Platz ein und im August wurde sie bei den Europameisterschaften in Berlin nach 2:32:13 h neunte im Marathonlauf. Im Dezember gelangte sie bei den Crosslauf-Europameisterschaften in Tilburg nach 27:16 min auf den zwölften Platz. 2019 kam sie bei den Crosslauf-Weltmeisterschaften in Aarhus nicht ins Ziel und beendete kurz darauf ihre aktive sportliche Karriere im Alter von 29. Jahren.
2016 wurde Gebre spanische Meisterin im 5000-Meter-Lauf.

## Persönliche Bestzeiten
- 5000 Meter: 15:27,94 min, 10. Juni 2015 in Huelva
- 10.000 Meter: 31:55,01 min, 13. April 2019 in Burjassot
- Halbmarathon: 1:09:51 h, 23. Juni 2018 in Olmütz
- Marathon: 2:32:13 h, 12. August 2018 in Berlin